# 遊ワク☆遊ビバ!
遊ワク☆遊ビバ！（ゆうわく あそびば）は2003年4月6日から2004年3月28日まで、日本テレビ系列で日曜日昼11:40～12:30(地域によって放送時間は異なる)まで放送されていたバラエティ番組である。
『それ行けKinKi大冒険』以来8年間続いたKinKi Kids（後に堂本光一単独）メインの日曜朝・昼のバラエティ番組としては最後である。

## 内容

### 前期
ゲスト1名が番組が作ったこの世に一つしかない賞品獲得を目指してゲームに挑戦する。
ゲームは2つあり、クリアするたびにファイナルステージの難易度が下がった。
ファイナルステージをクリアすると賞品を獲得。失敗した場合はゲストの名前にちなんだ残念賞が贈られた。

### 後期
スタジオ企画からロケ企画になり、メンバーが日本各地を旅行し、そこで名所を紹介するという企画になった。
毎回いくつかミッションがあり、達成するとトロフィーを獲得。一定数貯めることができれば観光協会から感謝状がもらえた。
その後上の企画は廃止され、純粋に旅行を楽しむ企画になった。

## 出演者
- 堂本光一
- TIM（ゴルゴ松本、レッド吉田）
- 山田花子
- ユンソナ（平山との隔週出演）
- 平山あや（ユンソナとの隔週出演）
- ヒロミ（後期から。前期にも何回か出演）
- 高田純次（後期から。前期にも何回か出演）
- ダンディ坂野（前期まで。バトルゲッツの敵として）
- 大杉君枝（当時日本テレビアナウンサー）

## ゲーム
超高速ウラギリシリトリ
超高速のしりとり。
答える順番に決まりはなく、持っている水鉄砲の銃口を次に答えさせる人に向ける。しりとりの最初の言葉は、しりとりのループパターン（例：コアラ⇔ラッコ）が書かれたカードを1ゲームごとに引いて決める。正しく答えられないとアウト（1秒程度のストップもアウトと判定される）となり、少量の炭酸ガスを噴射される。アウトとなった人を直前で指名した人が勝ち抜け。最後まで残された1人が罰として苦茶を飲まされる。
ゲストが最後まで残らなければクリア。なお、ゲストが途中で勝ち抜けた場合でも、ゲームは続行する。
けつかるた
お尻に粘着テープをはったズボンを履いて、出題された問題の正解と思う札をお尻でとる。
札の枚数は解答者の人数と同じで、必ず1人1枚取らなければならない。正解の札を選べば勝ち抜けとなり、美女によるマッサージが受けられるが、間違うとケツ叩きマシーン(スイカを粉砕する威力という設定。起動した瞬間にスイカを爆破させていた様に見える。時速27キロ)によって尻を叩かれる。
ゲストが勝ち抜ければクリア。なお、ゲストが最終問題を迎える前に勝ち抜けた場合でも、ゲームは続行する。
韻踏みラッパー
最初にお題（例:鈍感の「かん」）が出題され、その言葉の韻を踏んだ言葉をリレーで答えていく。
リズムに乗れなかったり韻を踏んでいなかったり、すでに言った言葉の場合アウトとなり、ケツ叩きマシーンによって尻を叩かれる。
3回挑戦し、1回でもノルマを達成すればクリア。
はじめてのオーケストラ
初めて触る楽器または演奏するのが難しい楽器を練習なしで演奏し、代表者1人が何の歌を演奏しているかを当てる。
演奏と答えるチャンスは3回。2ラウンド行い1ラウンドでも正解すればクリア。
巨大ダルマ落とし
初期のファイナルステージ。上部のだるまの代わりに人間が乗り、もう1人がコマを落とす。（ゲストがどちらをやるかは自由。もう一方は指名したレギュラーが担当）コマの数は4段だが、ステージをクリアするごとに1段減る。（最高2段）だるまが崩れずに最後まで落とすことができればクリア。賞品獲得。
あっち向いてゲッツ
当初は通常ステージだったが後にファイナルステージとなる。
メンバーとゲストが「遊ワク戦隊 バトルゲッツ」として悪の首領 ダンディ坂野とその手下（事前ロケによる負けた一般人をスカウト）の攻撃に耐える。
「あっち向いてゲッツ ゲッツ ゲッツ」で双方が上下左右のいずれかにゲッツをし、違えば防御成功となり再び行う。一致してしまった場合は撃破されたとみなし次の人に移る。一定時間1人でも攻撃を耐えきることができればクリア。全員撃破されると失敗。
3回戦行い、1回でも耐えきることができればクリア。（ノルマは1回戦…60秒、2回戦…50秒、3回戦…40秒）
ファイナルステージ版ではルールや時間は同じだが、それまでにクリアしたステージ数×10秒がノルマから引かれる。
バトルゲッツの体にはエネルギーチャージシステム（低周波治療器）がついており、敗北した際に戦いがふがいなかった者、または全員にエネルギーがチャージされる。（罰ゲーム）
- バトルゲッツのメンバー
  - 赤ゲッツ…堂本 リーダーのはずだか非常に弱く頻繁に一撃死（1発目で方向が一致する）を食らうためエネルギーチャージも多かった。
  - 緑ゲッツ…ゴルゴ
  - 青ゲッツ…レッド TIMの二人はふがいないリーダーに代わりかなり長く耐えることが多かった。
  - 黄ゲッツ…花子 初期ではかなりの確率で一撃死が多かった。
  - 桃ゲッツ…平山、ユンソナ（隔週交代） 平山は弱かったがユンソナはある程度持ちこたえることが多かった。
  - ?ゲッツ…ゲスト（そのゲストにちなんだ名前が付けられる）
  - 純じぃゲッツ…高田がゲスト時に登場。なぜか他のメンバーと違い高田の女装メイクにセーラー服といういでたちだった。
- ダンディ軍団のメンバー
  - Mr.ダンディ（ダンディ坂野）
  - デブデビル
  - ノッポデビル（福田逸平太ディレクター）
  - チビデビル（井出雅紀、森有紗）
  - ミスターマギー（マギー審司）
  - きんにくデビル（なかやまきんに君）
  - ペーデビル（林家ぺー）
  - パーデビル（林家パー子）

ダンディは最終回のバスツアーにも参加しようとしたが、無かったものとみなしスルーされた。

## ミニコーナー
不良少年ハイスクール
レギュラーが不良にふんし、難しい漢字でカタカナ言葉の当て字をする「画数命」や「お絵かきゲーム」などが行われた。
ランチタイム
初期に3回だけあったコーナー。ゲームの間に全国のおいしい料理を食べた。
プレゼントハンター
生田斗真と増田貴久、または東新良和がゲスト希望の賞品を手に入れるまでの過程を放送した。

## スタッフ
- 構成 : 海老克哉、吉橋広宣、東海林宏、酒井健作
- TM : 福王寺貴之
- SW : 江村多加司
- カメラ : 小林宏義
- 音声 : 大越克人
- 調整 : 佐藤満
- 照明 : 合田憲司
- VTR編集 : 須藤康則・荻原邦晃（テレテックメディアパーク）
- MA : 服部大介（テレテックメディアパーク）
- 音効 : 保苅智子（サウンドエッグノッグ）
- TK : 山沢啓子
- 美術プロデューサー : 小野寺一幸
- 美術デザイン : 久保玲子、近藤純子
- 大道具 : 峰崎俊輔
- 電飾 : 宮澤京子
- 小道具 : 林孝一
- 特効 : 内山栄一
- 衣裳 : 松沢味季
- 持道具 : 三野尚子
- タイトルデザイン : 八巻広一
- 広報 : 神山喜久子
- リサーチ : 池田亜紀
- キャスティング : 岩見ゆう子
- デスク : 藤島悦子
- AD (アシスタントディレクター)  : 黒川高、石井和章、森伸太郎、紺野史恵
- ディレクター : 福田逸平太、藤田幸伸、河野真憲
- 演出 : 小野恭裕、冨山歩
- 演出統括 : 古立善之／田口マサキ
- プロデューサー : 岡崎成美、堀田浩司
- 企画・プロデューサー : 戸田一也
- チーフプロデューサー : 吉川圭三
- 技術協力 : NTV映像センター
- 美術協力 : 日本テレビアート
- 協力 : ジャニーズ事務所
- 制作協力 : Call
- 製作著作 : 日テレ